# Chiloschista sweelimii
Chiloschista sweelimii är en orkidéart som beskrevs av Richard Eric Holttum. Chiloschista sweelimii ingår i släktet Chiloschista och familjen orkidéer. Inga underarter finns listade i Catalogue of Life.